# Humza Yousaf
Humza Haroon Yousaf (ur. 7 kwietnia 1985 w Glasgow) – szkocki polityk pochodzenia pakistańskiego, lider Szkockiej Partii Narodowej oraz pierwszy minister Szkocji od 29 marca 2023 do 7 maja 2024 roku. Był pierwszym przedstawicielem mniejszości etnicznej i religijnej na tym stanowisku.

## Życiorys
Jego ojciec urodził się w Mian Ćannu w Pakistanie, w prowincji Pendżab, a jego matka w Nairobi, stolicy Kenii, choć również miała pendżabskie pochodzenie. Wyemigrowali oni do Szkocji w latach 60. XX wieku. Humza Haroon Yousaf urodził się 7 kwietnia 1985 w Glasgow. Studiował politologię na University of Glasgow, uzyskując w 2007 tytuł magistra. Był kierownikiem biura Bashira Ahmada, pierwszego reprezentanta mniejszości etnicznych w Parlamencie Szkockim. Po śmierci Ahmada w 2009 pracował w biurach innych członków izby, m.in. Anne McLaughlin czy Nicoli Sturgeon. W 2011, w wieku 26 lat, wybrany na członka Parlamentu Szkockiego z okręgu Glasgow, zostając najmłodszym deputowanym w historii. W 2012 powołany na urząd ministra spraw zagranicznych i rozwoju międzynarodowego w szkockim rządzie jako najmłodszy członek gabinetu. W 2016 objął urząd sekretarza ds. transportu, w 2018 – sekretarza sprawiedliwości, a 19 maja 2021 – sekretarza ds. zdrowia i opieki społecznej.
Po ogłoszeniu dymisji przez Nicolę Sturgeon został wybrany przewodniczącym Szkockiej Partii Narodowej, uzyskując 52% głosów wobec 48% oddanych na Kate Forbes, sekretarz ds. finansów i gospodarki. 29 marca 2023 zaprzysiężony na urząd pierwszego ministra Szkocji.
W kwietniu 2024 wskutek różnic dotyczących polityki klimatycznej rozwiązano koalicję ze Szkocką Partią Zielonych. Politycy Szkockiej Partii Konserwatywnej zgłosili wniosek o wotum nieufności wobec gabinetu Yousafa. Pierwszy minister 29 kwietnia, wbrew początkowym zapewnieniom, zadeklarował rezygnację z funkcji szefa rządu, jeszcze przed przeprowadzeniem głosowania. 1 maja 2024 wniosek o wotum nieufności nie uzyskał większości w Parlamencie Szkockim. Urząd pierwszego ministra pełnił do 7 maja, następnego dnia na tym stanowisku zastąpił go nowo wybrany lider partii John Swinney.

## Życie prywatne
Ma żonę Nadię, pasierbicę Mayę i syna Amala. Jako pierwszy w historii premier Szkocji jest muzułmaninem.